# Panta (klan)
Panta är en klan i Liberia.   Den ligger i regionen Bong County, i den centrala delen av landet, 200 km nordost om huvudstaden Monrovia.